# Orgueil
Метеорит Orgueil — важливий для науки вуглецевий хондрит, що впав на південному заході Франції у 1864 р.

## Історія
Падіння метеорита відбулося 14 травня 1864 року, декілька хвилин по 20 годині за місцевим часом, поблизу муніципалітету Оргей на півдні Франції. Близько 20 уламків попадали на площі розміром у декілька квадратних миль. Того ж року було проаналізовано один із уламків метеорита. Аналіз був виконаний професором хімії Музею історії природи (фр. Musée d'Histoire Naturelle), який у своєму дослідженні зосередився на вивченні органічної матерії, знайденої в цьому метеориті. Він написав, що в метеориті містилися такі елементи, як вуглець, водень та кисень, а його композиція була дуже подібною до композиції торфу із долини річки Сомма, або до бурого вугілля із Рінколя, що поблизу Касселя. Таке відкриття спонукало до інтенсивних наукових дискусій, які продовжувалися і в 1870-х, і стосувалися в основному питання, чи може знайдена органічна матерія мати біологічне походження.

## Склад та класифікація
Оргей  — один із п'яти відомих метеоритів, що належать до хондритів групи CI (див. класифікацію метеоритів), при чому він є найбільшим із них (14 кг). Особливістю цієї групи є те, що метеорити, що до неї належать, мають хімічний склад, у своїй основі ідентичний до хімічного складу Сонця, за винятком лише таких газоподібних елементів, як водень та гелій.
Через його надзвичайно примітивну композицію та порівняно велику масу, Orgueil є одним із найкраще досліджених метеоритів. Визначним відкриттям, зробленим в результаті дослідження уламків метеорита Orgueil, була висока концентрація ізотопно аномального ксенону, який отримав назву «ксенон-HL» (англ. xenon-HL). Носієм цього газу є надзвичайно дрібний алмазний пил, який є старшим за саму сонячну систему, і сьогодні відомий як досонячні зерна.
У 1962 році Неґі та ін. оголосили про відкриття «впорядкованих елементів», закованих у метеориті Оргей , які, як припускалося, могли виявитись біологічними структурами позаземного походження. Ці елементи пізніше виявились або пилком (в тому числі пилком жовтозілля Якова) та грибковими спорами (Фітч та Андерс, 1963), якими був забруднений зразок, або ж кристалами мінералу олівін.

## Містифікація
У 1965 році фрагмент метеорита Оргей , який зберігався у запечатаному скляному контейнері з моменту його віднайдення, як виявилося, містив насіннєву капсулу, заковану в його нутрі, тоді як початковий склянистий зовнішній шар залишався на позір неторканим. Попри великий початковий азарт науковців, насіннєва капсула виявилася насіниною ситника пониклого, приклеєною до уламка й замаскованою за допомогою вугільного пилу. Зовнішня кірка плавлення, яка прикривала цю капсулу, була лише клеєм. Хоча порушник-містифікатор залишився невідомим, вважається, що ціллю містифікації був вплив на дебати, які точилися у XIX столітті навколо можливості самозародження, — шляхом наочної демонстрації перетворення неорганічної матерії в біологічну.

## Твердження про знайдені скам'янілості
Річард Гувер із NASA заявив, що метеорит Оргей містить скам'янілості, окремі з яких є подібними до відомих земних видів. Гувер раніше вже стверджував про присутність скам'янілостей і в складі метеорита Murchison. Однак NASA офіційно відмежувались від заяв Гувера, пославшись на відсутність експертних оцінок його досліджень.